# Kenneth Waltz
Kenneth Neal Waltz (Ann Arbor, Michigan, 8 juni 1924 – Washington D.C., 13 mei 2013) was een vooraanstaand Amerikaans politicoloog werkzaam aan de Columbia University in de leer van de internationale betrekkingen, een tak van de politieke wetenschappen. Waltz was gespecialiseerd in theorievorming in de internationale betrekkingen en wordt door zijn standaardwerk Theory of International Politics (1979) beschouwd als een van de grondleggers van het neorealisme, ook structureel realisme genaamd.